# Jag ringer upp
Jag ringer upp är ett studioalbum från 1995 av det svenska dansbandet Grönwalls, utgivet på Frituna. Det placerade sig som högst på 48:e plats på den svenska albumlistan. Titelspåret "Jag ringer upp" låg på Svensktoppen med en åttondeplats som bäst  .

## Låtlista
1. Jag ringer upp
2. Säj minns du parken
3. Om du ger mej tid
4. Funny How Time Slips Away
5. Mr Magic
6. Vad en kvinna vill ha
7. Ge mej en kyss
8. Itsy Bitsy
9. Jag har en dröm
10. Akta dej vad du är min
11. Älskat dig i smyg
12. I vems famn
13. Jag har plats i mitt hjärta
14. Kärleken är

## Listplaceringar
| Lista (1995) | Topplacering |
| ------------ | ------------ |
| Sverige      | 48           |